# Ian Keatley
Ian Keatley (Dublino, 1º aprile 1987) è un rugbista a 15 irlandese che gioca come mediano d'apertura nei Glasgow Warriors.

## Carriera

### Club
Giocatore di lunga data del Munster, viene annunciato al Benetton Rugby in gennaio 2019 per la prossima stagione.